# Sistem hematopoietic
Funcția sistemului hematopoietic permite corpului reînnoirea continuă a globulelor roșii, trombocitelor și globulelor albe (granulocite, monocite și limfocite) din sânge. Astfel, organismul poate avea elementele sângelui de care are nevoie, chiar dacă au o durată de viață bine definită.